# Фейетт (округ, Техас)
Округ Фейе́тт (англ. Fayette County) расположен в США, штате Техас. На 2000 год численность населения составляла 21 819 человек. По оценке бюро переписи населения США в 2009 году население округа составляло 22 891 человек. Окружным центром является город Ла-Грейндж.

## История
Округ Фейетт был сформирован в 1837 году.

## География
Согласно данным Бюро переписи населения США, площадь округа Фейетт составляет 2460 км².

### Основные шоссе
- Межштатная автомагистраль I-10
- Шоссе 77
- Шоссе 90
- Шоссе 290
- Автострада 71
- Автострада 95
- Автострада 159
- Автострада 237

### Соседние округа
- Ли  (север)
- Вашингтон  (северо-восток)
- Остин  (восток)
- Колорадо  (юго-восток)
- Лавака  (юг)
- Гонзалес  (юго-запад)
- Колдуэлл  (запад)
- Бастроп  (северо-запад)

## Демография
По данным переписи населения 2000 года в округе проживало 21 819 жителей. Среди них 22,0 % составляли дети до 18 лет, 22,2 % люди возрастом более 65 лет. 51,2 % населения составляли женщины.
Национальный состав был следующим: 91,7 % белых, 6,9 % афроамериканцев, 0,5 % представителей коренных народов, 0,3 % азиатов, 17,5 % латиноамериканцев. 0,6 % населения являлись представителями двух или более рас.
Средний доход на душу населения в округе составлял $18888. 11,9 % населения имело доход ниже прожиточного минимума. Средний доход на домохозяйство составлял $45141.
Также 71,3 % взрослого населения имело законченное среднее образование, а 14,6 % имело высшее образование.